# Измеримое множество
Измеримое множество — в математике множество, имеющее измеримую характеристическую функцию (т. е. функцию, равную 1 на этом множестве и равную 0 на дополнении этого множества).
Множество называется измеримым относительно меры {\displaystyle \mu }, если оно принадлежит σ-алгебре, на которой определена {\displaystyle \mu }. Для подмножеств евклидова пространства, если мера не указывается, предполагается что {\displaystyle \mu } — это мера Лебега.

## Определение через внешнюю меру
Пусть имеется полукольцо S с единицей E и σ-аддитивная мера {\displaystyle \mu } на нём — это значит, что для любого множества {\displaystyle A\subset S} можно определить внешнюю меру. Тогда множество A называется измеримым относительно меры {\displaystyle \mu }, если
{\displaystyle \forall \varepsilon >0:\forall B\subset S:\mu ^{*}(A\triangle B)<\varepsilon \Rightarrow B\in R(S):,}
где R(S) — минимальное кольцо, содержащее S, а {\displaystyle \triangle } — симметрическая разность множеств. При этом множество измеримых множеств будет σ-алгеброй, а ограничение внешней меры на это множество — σ-аддитивной мерой.

## Свойства
- Объединение конечной или счётной совокупности измеримых множеств есть измеримое множество[2].